# 이항 분류
이항 분류(Binary classification)는 분류 규칙에 따라 집합의 요소를 두 그룹(각각 클래스라고 함) 중 하나로 분류하는 작업이다. 일반적인 이항 분류 문제는 다음과 같다.
- 환자에게 특정 질병이 있는지 여부를 확인하기 위한 의료 검사
- 사양이 충족되었는지 여부를 결정하는 업계 품질 관리
- 정보 검색에서 페이지가 검색 결과 집합에 있어야 하는지 여부를 결정

이항 분류는 실제 상황에 적용되는 이분법이다. 많은 실제 이항 분류 문제에서 두 그룹은 대칭이 아니며 전체 정확도보다는 다양한 오류 유형의 상대적 비율이 중요하다. 예를 들어, 의학 검사에서 질병이 없을 때 이를 감지하는 것(위양성)은 질병이 있을 때 이를 감지하지 못하는 것(위음성)과 다르게 간주된다.

## 같이 보기
- 베이즈 추론
- 혼동 행렬
- 탐지 이론
- 커널 메소드
- 기저율 오류
- 수신자 조작 특성
- 정밀도와 재현율